# Principado de Samos
El Principado de Samos (En griego: Ηγεμονία της Σάμου, Igemonía tis Sámou; turco otomano: Sisam İmâreti; turco: Sisam Beyliği) fue un estado tributario autónomo del Imperio otomano de 1834 a 1912. La isla de Samos participó en la Guerra de Independencia de Grecia y había resistido con éxito varios intentos turcos y egipcios de ocuparla, pero no fue incluida en los límites del recién independizado Reino de Grecia después de 1832. En cambio, en 1834 se le concedió a la isla el autogobierno como Estado semiindependiente.
Tributario del Imperio otomano, pagando la suma anual de 2700 libras, fue gobernado por un cristiano de ascendencia griega aunque nombrado por la Puerta, que llevaba el título de "Príncipe". El príncipe era asistido en su función de jefe ejecutivo por un Senado de 4 miembros. Estos fueron elegidos por él entre ocho candidatos nominados por los cuatro distritos de la isla: Vathy, Chora, Marathokampos y Karlóvasi. El poder legislativo real pertenecía a una cámara de 36 diputados, presidida por el Metropolitano Ortodoxo Griego. La sede del gobierno era el puerto de Vathy.
Al estallar la Primera Guerra de los Balcanes, Themistoklis Sophoulis desembarcó en la isla con un grupo de samiacos exiliados y tomó rápidamente el control: la guarnición otomana se retiró a Anatolia y, el 11/24 de noviembre de 1912, el parlamento de la isla declaró oficialmente la unión con Grecia. La unificación tuvo lugar oficialmente el 2 de marzo de 1913.[cita requerida]

## Historia

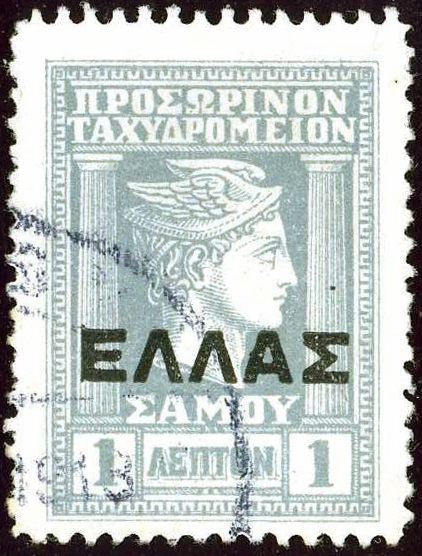
Sello emitido por el Gobierno de Samos, sobreimpreso ELLAS en diciembre de 1912

Durante la Guerra de la Independencia griega Samos tuvo una parte conspicua, formando su propia administración autónoma bajo el liderazgo de Lykourgos Logothetis. Fue en el estrecho entre la isla y el Monte Mícala donde Konstantinos Kanaris prendió fuego y voló una fragata turca, en presencia del ejército que se había reunido para la invasión de la isla, un éxito que llevó al abandono de la empresa, y Samos se mantuvo firme hasta el final de la guerra. Al concluir la paz, la isla fue entregada de nuevo a los turcos, pero desde 1835 ha ocupado una posición excepcionalmente ventajosa, siendo de hecho autogobernada, aunque tributaria del imperio turco, y gobernada por un gobernador griego nombrado por la Sublime Puerta, que ostentaba el título de "Príncipe de Samos", pero es apoyada y controlada por un consejo y una asamblea griegos.
La antigua capital, que llevaba el nombre de la isla, estaba situada en la costa sur, en el moderno Tigani, justo enfrente del promontorio de Micale, la ciudad misma que colinda con el mar y tiene un gran puerto artificial, cuyos restos son todavía visibles, al igual que las antiguas murallas que rodeaban la cima de una colina que se eleva inmediatamente encima de ella, y que ahora lleva el nombre de Astipalea. Esto formó la acrópolis de la antigua ciudad, que en sus tiempos florecientes cubría las laderas del Monte Ampelus hasta la orilla. El acueducto cortado a través de la colina por Polícrates todavía puede verse. Desde esta ciudad, un camino conducía directamente al famoso templo de Hera, que estaba situado cerca de la orilla, donde su emplazamiento todavía está marcado por una sola columna, pero incluso que carece de su capital. Este fragmento, que ha dado a la vecina punta el nombre de Capo Colonna, es todo lo que queda en pie del templo que fue ensalzado por Heródoto como el más grande que había visto, y que compitió en esplendor y en celebridad con el de Diana en Éfeso. Aunque queda tan poco del templo, se ha comprobado el plano del mismo y se han encontrado sus dimensiones para verificar plenamente la afirmación de Heródoto, en comparación con todos los demás templos griegos existentes en su época, aunque fue superado posteriormente por el último templo de Éfeso.
La moderna capital de la isla estaba, hasta principios del siglo XX, en un lugar llamado Khora, a unas 2 millas (3,2 km) del mar y del emplazamiento de la antigua ciudad; pero desde el cambio de la condición política de Samos la capital ha sido transferida a Vathy, situada en la cabecera de una profunda bahía de la costa norte, que se ha convertido en la residencia del príncipe y en la sede del gobierno. Aquí ha crecido una nueva ciudad, bien construida y pavimentada, con un puerto conveniente.
Samos fue celebrado en la antigüedad como el lugar de nacimiento de Pitágoras. Su nombre y su figura se encuentran en las monedas de la ciudad de fecha imperial. También fue conspicuo en la historia del arte, habiendo producido en los primeros tiempos una escuela de escultores, comenzando con Reco y Teodoro, que se dice que inventaron el arte de fundir estatuas en bronce. Reco fue también el arquitecto del templo de Hera. Los jarrones de Samos son uno de los productos más característicos de la cerámica jónica del siglo VI. El nombre de cerámica de Samos, que a menudo se da a un tipo de cerámica roja que se encuentra en todos los lugares donde hay asentamientos romanos, no tiene ningún valor científico. Se deriva de un pasaje de Plinio, Otro famoso escultor sami fue Pitágoras, que emigró a Regio.
Los autores del artículo "Samos" de la Undécima Edición de la Enciclopedia Británica pensaron que la prosperidad de la isla en 1911 atestiguaba la sabiduría del arreglo semiindependiente. Su principal artículo de exportación es su vino, que se celebraba en la antigüedad, y que todavía goza de una gran reputación en el Levante. También exporta seda, aceite, pasas y otros frutos secos. La población en 1900 era de unos 54.830 habitantes, sin incluir los 15.000 sami que vivían cerca en el continente. La religión predominante era la ortodoxa griega. El distrito metropolitano incluía Samos e Icaria. En 1900 había 634 extranjeros en la isla (523 ciudadanos griegos, 13 alemanes, 29 franceses, 28 austriacos y 24 de otras nacionalidades).
La agitación pro-griega y la reacción de la facción pro-autonomía condujo a un aumento de las tensiones, y en mayo de 1908 el Príncipe, Andreas Kopasis, pidió la intervención del ejército turco. Los disturbios que siguieron dejaron varios muertos. Al estallar la Primera Guerra de los Balcanes, Themistoklis Sophoulis desembarcó en la isla con un grupo de samiacos exiliados y se hizo rápidamente con el control: la guarnición otomana se retiró a Anatolia y, el 11/24 de noviembre de 1912, el parlamento de la isla declaró oficialmente la unión con Grecia. La unificación tuvo lugar oficialmente el 2 de marzo de 1913. Sophoulis permaneció durante un tiempo como presidente del gobierno interino de Samos hasta abril de 1914, cuando fue nombrado Gobernador General de Macedonia.[cita requerida]

## Lista de Príncipes de Samos
| Foto | Nombre                                 | Desde                | Hasta               |
| ---- | -------------------------------------- | -------------------- | ------------------- |
|      | Stephanos Vogoridis                    | Enero de 1833        | 1850                |
|      | Alexandros Kallimachis                 | 1850                 | 1854                |
|      | Ion Ghica                              | Abril de 1854        | 1859                |
|      | Miltiadis Aristarchis                  | 1859                 | 1866                |
|      | Pavlos Mousouros                       | 1866                 | 1873                |
|      | Georgios Georgiadis (provisional)      | 1873                 | 1873                |
|      | Konstantinos Adosidis                  | 1873                 | 1874                |
|      | Konstantinos Photiadis                 | 1874                 | 1879                |
|      | Konstantinos Adosidis (2.ª vez)        | 4 de marzo de 1879   | 1885                |
|      | Alexandros Karatheodoris               | 1885                 | 1895                |
|      | Georgios Verovits                      | 1895                 | 1896                |
|      | Stephanos Mousouros                    | Julio de 1896        | 1899                |
|      | Konstantinos Vagianis o Vayanis Éfendi | 7 de marzo de 1899   | 1900                |
|      | Michail Grigoriadis                    | 16 de agosto de 1900 | 1902                |
|      | Alexandros Mavrogenis                  | 12 de marzo de 1902  | 5 de mayo de 1904   |
|      | Ioannis Vithynos                       | 5 de mayo de 1904    | 1906                |
|      | Konstantinos Karatheodoris             | Julio de 1906        | Septiembre de 1907  |
|      | Georgios Georgiadis                    | Agosto de 1907       | Enero de 1908       |
|      | Andreas Kopasis                        | Enero de 1908        | 22 de marzo de 1912 |
|      | Grigorios Vegleris                     | Abril de 1912        | Agosto de 1912      |